# Ziekte van Kimura
De ziekte van Kimura is een zeldzame goedaardige, chronische, inflammatoire aandoening. De belangrijkste symptomen zijn onderhuidse letsels in hoofd of nek en een vrijwel pijnloze, eenzijdige ontsteking van de cervicale lymfeklieren.

## Oorzaak
De oorzaak van de ziekte is vooralsnog onbekend. Al vermoedt men dat deze ligt bij factoren als een allergische reactie of een wijziging in de regelgeving van het immuunsysteem. Andere theorieën zoals blijvende Antigene Stimulatie, beten van geleedpotigen en parasitaire of candida-infecties moeten ook in het achterhoofd gehouden worden. Tot op heden is geen van deze theorieën bewezen.

## Pathofysiologie
De pathofysiologie van de ziekte is onbekend, hoewel een allergische reactie, trauma en een auto-immuunproces allemaal verdacht worden van de mogelijke oorzaak. De ziekte manifesteert zich door een abnormale proliferatie van lymfoïde follikels en vasculair endotheel. Perifere eosinofilie en de aanwezigheid van de eosinofielen in het infiltraat suggereren dat de ziekte overgevoeligheidsreactie zou kunnen zijn. Wetenschappers hebben aangetoond dat TH2-lymfocyten ook een rol spelen, maar om dit te bevestigen is verder onderzoek nodig.
Kimura beperkt zich meestal tot de huid, lymfeklieren en speekselklieren, maar er zijn ook gevallen gemeld van patiënten die naast Kimura ook nog nefrotisch syndroom hadden. De basis van deze mogelijke associatie is nog onduidelijk.

## Aanleg
De ziekte wordt voornamelijk geconstateerd bij mannen van Aziatische afkomst. De ziekte komt zelden voor bij westerlingen, dit baseert men op het schaars aantal gemelde gevallen in de Verenigde Staten.

## Behandeling
Observatie is acceptabel indien de beschadigingen noch symptomatisch noch vervormd zijn. Intralesionale of orale steroïden kunnen ervoor zorgen dat de knobbeltjes krimpen, maar leiden zelden tot genezing.
Cyclosporine heeft een remissie geïntroduceerd bij patiënten met Kimura. Vrijwel direct nadat er terugkerend letsel werd gemeld, is de therapie stopgezet.
Cetirizine is een effectief middel tegen verschillende symptomen van de ziekte. Cetirizine wordt gebruikt tijdens de behandeling van pruritus (jeuk) en als anti-inflammatoire agent is het geschikt voor de behandeling van de jeuk die eerder werd geassocieerd met optredende laesies.
Na een vondst van een Amerikaanse Universiteit in 2005, verdwenen jeuk en laesies na de behandeling van cetirizine en werden eosinofielen in het bloed teruggezet tot een normale waarde. Ook werden corticosteroïd-effecten opgelost en begon een remissie binnen een termijn van twee maanden. Het is mogelijk dat de inhibitie van eosinofielen de sleutel kan zijn tot de genezing van de ziekte van Kimura. Dit is te wijten aan de rol van eosinofielen, die waarschijnlijk een grotere rol speelt bij het veroorzaken van deze ziekte dan andere cellen met betrekking tot de huid.
Er wordt radiotherapie gebruikt om terugkerende of aanhoudende laesies te behandelen. Gezien het goedaardige karakter van deze ziekte, wordt straling echter alleen overwogen in gevallen van terugkerende, vervormde laesies.
Chirurgie wordt beschouwd als de steunpilaar van de therapie. Recidief na de operatie komt relatief veel voor en wordt daarom zo min mogelijk toegepast.